# 程顥

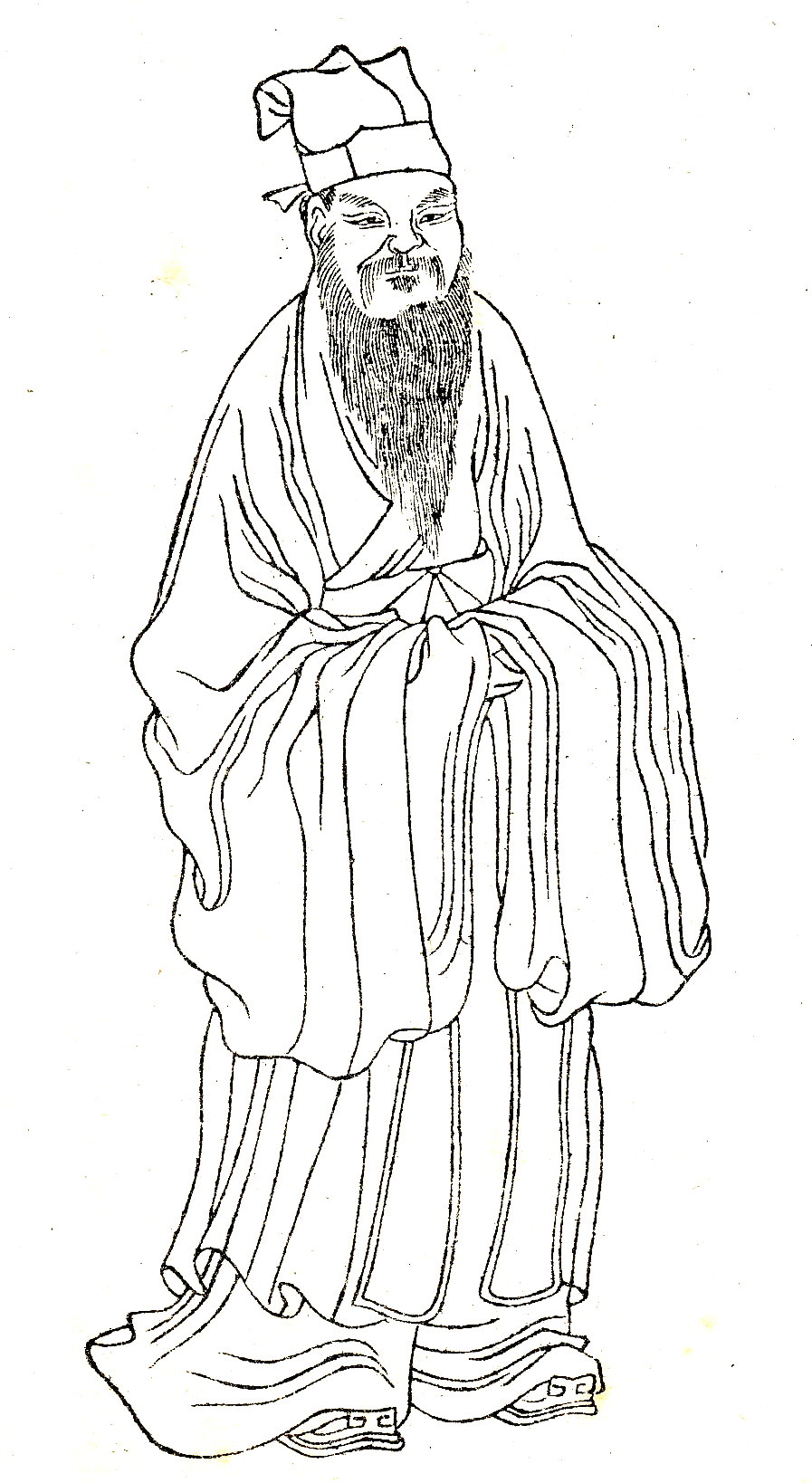
程顥・『晩笑堂竹荘畫傳』より

程 顥（てい こう、明道元年（1032年）- 元豊8年6月15日（1085年7月9日））は、中国北宋時代の儒学者。字は伯淳。明道先生と称された。朱子学・陽明学の源流の一人であり、弟とあわせ「二程子」と呼ばれる。

## 略伝と性格
河南府伊陽県の出身。15歳頃から弟（程頤）とともに周敦頤に学ぶ。師の高潔で洒脱な人柄に接し、名利に動かされない態度に感銘を受けてからは、科挙のために学習することを嫌い、ひたすら内面生活の充実を心がけた。老荘や仏教に惹かれたが再び六経の研究に戻った。26歳で進士に合格し、38歳頃に中央官庁の役人になったが王安石と意見が合わず、その後は鄠・上元・沢州・汝州などの地方官として過ごした。
周時代の文王の「民を視ること傷むが如し」という精神を座右の銘として、誠によって民を感化することを政治の要訣と考えた。その温厚な人柄によって多くの人に慕われ、あわせて実務処理の優れた才能を発揮して善政を行ったため、「通儒全才」と称された。

## 思想
程は書斎の窓にかかる雑草を切り払わず、常に天地の「生意」に心を配っていたという。師の周敦頤がやはり草木を「自家の意思と同じ」と考えていたことに通じ、万物は一体であるという思想を共有していた。中国の医学書で手足が麻痺して痛みを感じなくなることを「不仁」ということに着目し、心においても他人の苦しみを感じないことを「不仁」、感じうることを「仁」と考えた。天地万物を我が事のように一体と認識する、このような仁を体得するためには「誠敬」の心を持ち、自私にこだわる心と不自然な工夫を避けなければならない、とした。
宇宙の万物は陰陽二気の交感によって生成され、事物の差は陰陽の混合の度合いに偏りがあるからだと考えた。多様な自然現象を秩序づけている法則を「理」と呼び、この理を直観によって把握すべきであると説いた。『定性書』と『識仁篇』はその学説をよく表している。弟の程頤が兄の発想を分析・理論化したのに対し、程の直観を重視する傾向は陸九淵に受け継がれた。

## 関連図書
- 宇野哲人『支那哲学史』（宝文館）1954年
- 楠本正継『宋明時代儒学思想の研究』（広池学園出版部）1962年
- 島田虔次『朱子学と陽明学』（岩波新書）1967年　ISBN 4004120284
- 野口豊太『ニ程全書　ニ程遺書全訳』（ヴイツーソリューション）2016年　ISBN9784864764049